# George Mraz
George Mraz, (Písek, 1944. szeptember 9. – Prága, 2021. szeptember 16.) cseh-amerikai nagybőgős, altszaxofonos.

## Pályafutása
George Mraz tagja volt Oscar Peterson zenekarának. Dolgozott többek között Pepper Adamsszel, Stan Getzzel, Michel Petruccianival, Stéphane Grappellivel, Tommy Flanagannel, Jimmy Raney-vel, Chet Bakerrel, Joe Hendersonnal, John Abercrombie-val, John Scofielddel és Richie Beirach-al.
Mraz ez 1970-es években a New York Jazz Quartet és a The Thad Jones/Mel Lewis Orchestra tagja, az 1980-as években pedig a Quest együttes tagja volt. Együtt szerepelt Joe Lovanoval, Hank Jonesszal és Paul Motiannal a „Lovano I'm All For You” és „Joyous Encounter” című lemezeken is.
Mraz 2021. szeptember 16-án halt meg Prágában, hasnyálmirigyrák következtében.

## Albumok
- 1977: Alone Together with Masaru Imada
- 1982: Classic Jazz Duets with Adam Makowicz
- 1992: Catching Up
- 1995: Jazz with Richie Beirach, Billy Hart, Larry Willis, Rich Perry
- 1995: My Foolish Heart with Richie Beirach, Billy Hart
- 1997: Bottom Lines with Cyrus Chestnut, Al Foster, Rich Perry
- 1999: Duke's Place with Renee Rosnes, Billy Drummond, Cyrus Chestnut
- 2002: Morava with Billy Hart, Emil Viklicky, Zuzana Lapčíková
- 2007: Moravian Gems with Iva Bittova, Emil Viklicky, Laco Tropp
- 2012: George Mraz quartet-Jazz with David Hazeltine, Rich Perry, Joey Baron
- 2014: Together Again (with Emil Viklický) [7]

### New York Jazz Quartet
- The New York Jazz Quartet In Concert In Japán (1975)
- Surge (1977)
- Song of the Black Knight (1977)
- Blues for Sarka (1978)
- New York Jazz Quartet in Chicago (1981)
- Oasis (1981)
- Manhattan David Hazeltine – George Mraz Trio (2006)
- Your Story George Mraz / David Hazeltine Trio (2012)

## Fordítás
Ez a szócikk részben vagy egészben  a   George Mraz című angol Wikipédia-szócikk ezen változatának fordításán alapul.  Az eredeti cikk szerkesztőit annak laptörténete sorolja fel. Ez a jelzés csupán a megfogalmazás eredetét és a szerzői jogokat jelzi, nem szolgál a cikkben szereplő információk forrásmegjelöléseként.